# Kit Ahern
Kit Ahern (* 13. Januar 1915 in Athea, County Limerick, Irland, als Catherine Ita Liston; † 27. Dezember 2007 in Tralee, County Kerry, Irland) war eine irische Politikerin der Fianna Fáil, Mitglied des Seanad Éireann von 1964 bis 1977 und Teachta Dála (Abgeordnete) im Unterhaus (Dáil Éireann) von 1977 bis 1981.
Ahern wurde als Lehrerin am Dubliner College of Art ausgebildet. Seit 1934 war sie politisch aktiv. 1961 wurde sie von Seán Lemass für den Seanad Éireann nominiert. Sie versuchte bei den Wahlen zum Dáil Éireann 1965, 1969 und 1973 für den Wahlkreis Kerry North anzutreten. Sie war jedoch nicht erfolgreich. 1967 wurde sie Mitglied des Kerry County Council. Dort war sie von 1977 bis 1978 Ratsvorsitzende.
1969 und 1973 wurde sie über die Kultur- und Bildungsliste wieder in den Seanad Éireann gewählt.
Bei den Wahlen zum Dáil Éireann 1977 profitierte Ahern von den umfangreichen Stimmengewinnen der Fianna Fáil und wurde in den Dáil gewählt. Sie verlor jedoch diesen Sitz wieder bei den Wahlen 1981. Dafür, dass sie auf den Rivalen von Charles Haughey, George Folley, gesetzt hatte, wurde sie während der parteiinternen Querelen abgestraft. Haughey verhinderte, dass sie wiederum in den Seanad einzog. Ahern zog sich zurück und wechselte 1985 zu den Progressive Democrats.
Kit Ahern vertrat zeit ihres Lebens sozialkonservative Positionen. Sie unterstützte die irische Sprache, argumentierte jedoch gegen Verhütung und Schwangerschaftsabbruch sowie Scheidung. Sie befürwortete auch nicht den Einstieg von Frauen in die Politik, wenn sie nicht besser Mütter werden sollten.

## Privates
Kit Ahern heiratete 1941 den Lehrer Dan Ahern, mit dem sie drei Kinder bekam. Dan Ahern starb 1974. Sie war Präsidentin der Kerry Archaeological and Historical Society.